# Rijksweg 22
Rijksweg 22 (A22) is een Nederlandse autosnelweg en Rijksweg. Vóór 1996 was de aanduiding voor het gedeelte van de rijksweg door de Velsertunnel tussen de knooppunten Velsen en Beverwijk A9. De Wijkertunnel werd in 1996 geopend. Dit was de aanleiding om het wegvak tussen genoemde knooppunten via de Wijkertunnel als Rijksweg 9 aan te duiden en het gedeelte door de Velsertunnel als A22.
Het rijkswegnummer 22 heeft in de loop der tijd enige omzwervingen gemaakt. Oorspronkelijk was het de weg die Hilversum oostelijk om Utrecht met de A12 moest verbinden. De Utrechtse Waterlinieweg tussen de Berekuil en de A12 is van oorsprong aangelegd als Rijksweg 22 (maar heeft thans geen nummer meer).
Het nummer 22 kwam vrij met het besluit om de Rijksweg 27 van Vianen, langs de oostrand van Utrecht, richting Hilversum en Flevoland aan te leggen. Rijksweg 22 kon mooi fungeren voor het noordelijk uiteinde van de oorspronkelijke Stamroute, het verlengde van de huidige Rijksweg 16, die toch niet meer als zodanig zou worden aangelegd.
Van deze plannen is het Wijkertunneltracé als A22 in uitvoering genomen, en de weg door de westelijke Haarlemmermeer is in de planvorming als N22 aangemerkt. Na gereedkomen van de Wijkertunnel heeft men een nummerruil gepleegd met de A9. De A22 loopt over het oudere tracé door de Velsertunnel. De N22 in de westelijke Haarlemmermeer heeft bij openstelling het nummer N205 gekregen.

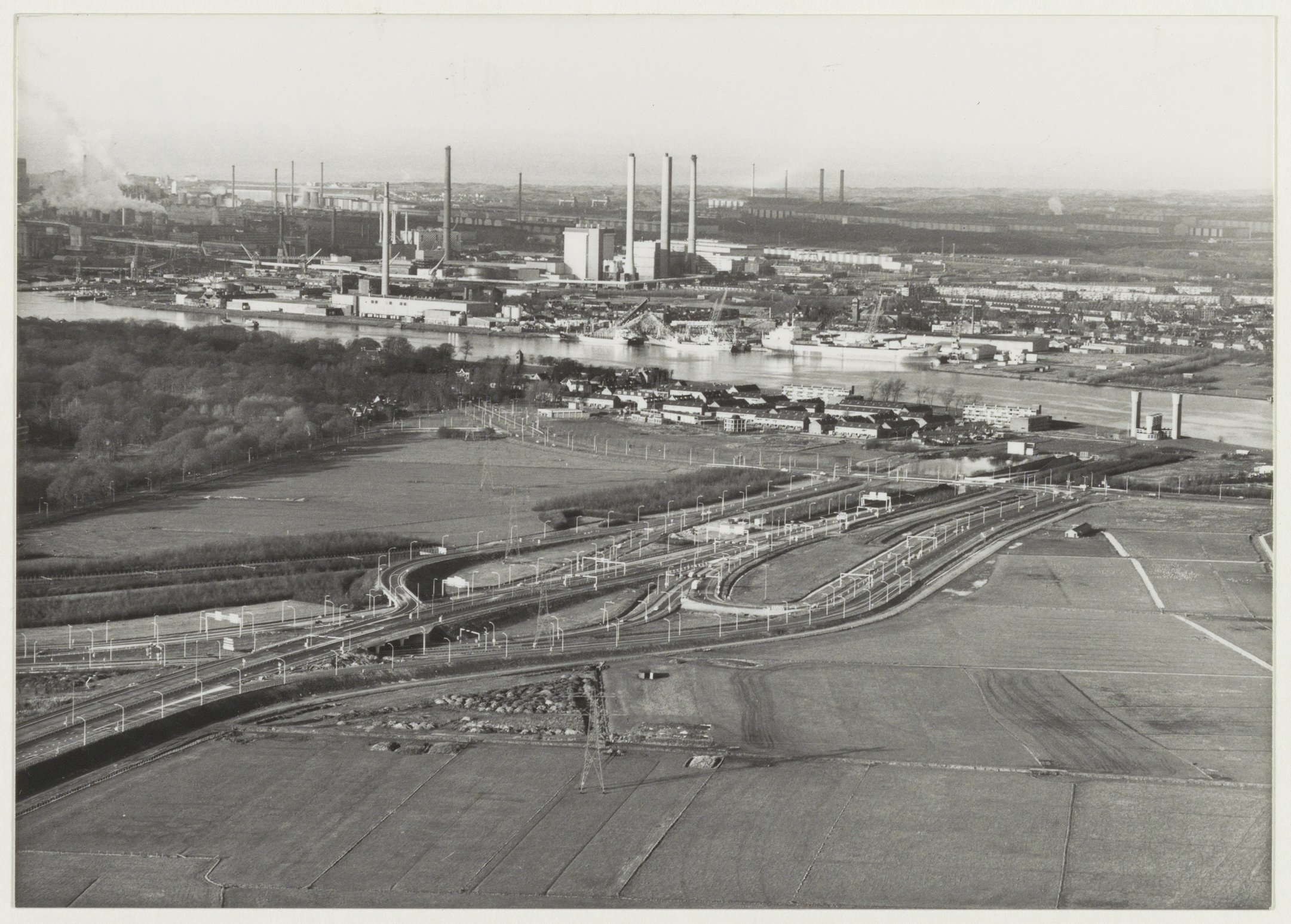
Het tracé van de A22, hier nog als A9, met zicht op de Hoogovens, het Noordzeekanaal en de Velsertunnel. 1980

## Aantal rijstroken
| Traject                                | Aantal rijstroken | Maximumsnelheid |
| -------------------------------------- | ----------------- | --------------- |
| Knooppunt Velsen - Knooppunt Beverwijk | 2×2               | 100 km/h        |